# Monastère de San Pedro de Cardeña
Pour les articles homonymes, voir Monastère Saint-Pierre.
Le monastère de San Pedro de Cardeña est une abbaye de l'ordre cistercien de la stricte observance fondée en 902 et situé à Castrillo del Val, à 10 km de Burgos. Il est aujourd'hui classé en Bien d'Intérêt Culturel et déclaré monument historique par décret du 3 juin 1931.

## Histoire
Au IXe siècle et Xe siècle les moines furent martyrisés par les musulmans. En 1603 ils furent canonisés et connus sous le nom de « martyrs de Cardeña ». Le monastère connut ensuite une grande affluence. 
Jusqu'au XIVe siècle, chaque année le 6 août, jour de l'anniversaire du martyr, la terre du cloître où furent enterrés les moines se teintait d'une couleur rougeâtre.
Pendant les Spoliations napoléoniennes, le general Darmagnac a permis le pillage du monastère et, surtout, du tombeau du Cid Campeador.
Pendant la guerre civile espagnole le monastère fut utilisé comme camp de concentration par les franquistes. Le 1er février 1967 un incendie détruisit les trois quarts du monastère, habité depuis 1942 par l'obédience trappiste de Notre dame des Martyrs.
En 2016, les moines lancent leur bière trappiste avec l'aide d'un brasseur extérieur, l'abbaye ayant pour projet de lancer une brasserie sur place après deux ans. En 2023, les bières sont toujours brassées, et distribuées partiellement, par Maltman Brewing. La Cerveza Cardeña Trappist ne possède pas le logo ATP.

## Scriptorium
La prospérité du monastère au haut Moyen Âge se reflète dans la qualité de son scriptorium, dans lequel le moine Endura réalisa des œuvres extraordinaires. Le Beatus de San Pedro de Cardeña fut façonné entre 1175 et 1180, et comporte 290 pages et 51 miniatures. Une partie se trouve aujourd'hui au musée archéologique national de Madrid.

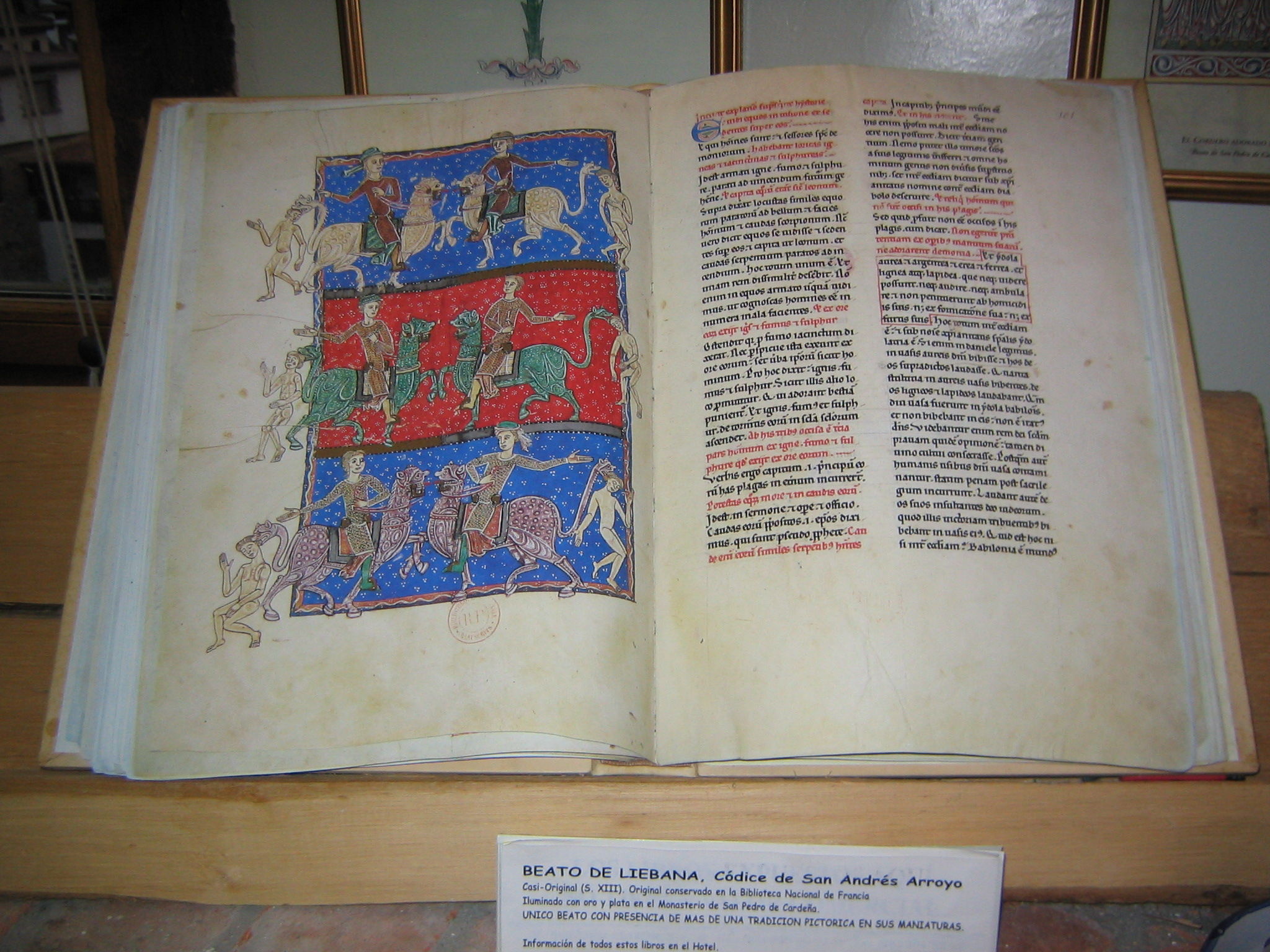
Beatus de Liébana.
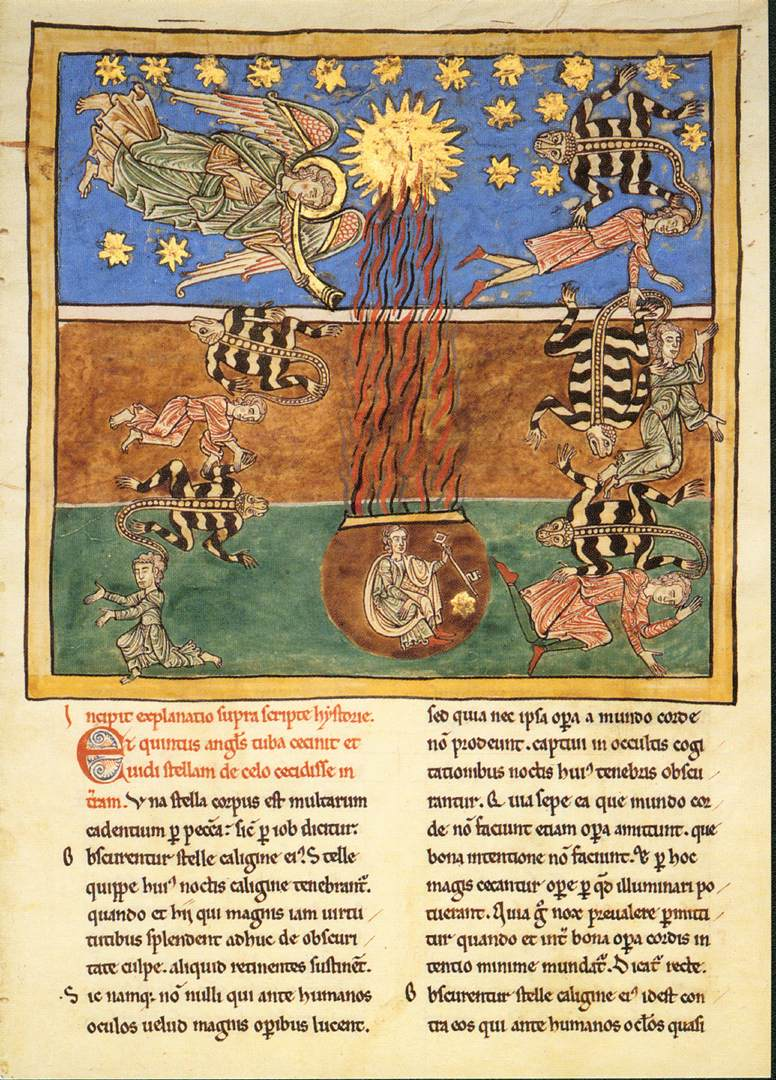
Beatus de San Pedro de Cardeña.